# Фокскон
Hon Hai Precision Industry Co. Ltd., известна като Foxconn Technology Group по нейната търговска марка Foxconn, е производствена компания в Република Китай (Тайван). Седалището на компанията се намира в гр. Синбей/Синпе, наричан също Ню Тайпе. От 2005 г. поддържа статута си на най-голямата компания в Тайван, в нея работят близо милион служители, от тях над 700 хил. – в Тайван.
Foxconn е най-голямата в света транснационална корпорация в електрониката измежду аутсорсинг изпълнителите.
Като най-големия в света контрактен OEM-производител на електроника, компанията произвежда комплектуващи изделия (съединители и корпуси) и високотехнологична продукция по поръчка на безфабрични компании (които разработват (проектират) и продават изделията, но нямат производствени мощности). Влиза в десетката на най-големите производители на компютърни комплектуващи изделия.

## Продукти
Компанията произвежда такива известни изделия като:
- фотокамери за Canon;
- конзоли за Sony (PlayStation 3 и PlayStation 4), Nintendo (Wii), Microsoft (Xbox 360);
- електронни книги за Amazon.com, Barnes & Noble, PocketBook International;
- цифрови телефони за Motorola, Xiaomi, OnePlus;
- продукти за Apple (iPhone, iPad, MacBook, iPod), Dell, Hewlett-Packard, Cisco;
- дънни платки за Intel
- оборудване за Cisco;
- изпълнява различни поръчки за Dell и Hewlett-Packard.

Освен по поръчка с чужди марки, компанията работи и със своята марка Foxconn: дънни платки, компютърни кутии, неттопи.

## История
Компанията е основана през 1974 г. Първоначално произвежда разни изделия от пластмаса. Открива първия си завод в Континентален Китай през 1988 г. От 1991 г. се котира на Тайванската фондова борса.
Започвайки от 1994 г., придобива предприятия в САЩ и Япония. През 1997 и 1998 г. създава предприятия във Великобритания и САЩ. Появяват се заводи на Foxconn в Чехия, Унгария, Мексико, Бразилия, Индия и Виетнам през 2007 г. и в Русия през 2010 г.
Foxconn купува 66% от японската компания Sharp за 388,8 млрд. йени ($3,47 млрд.) през 2016 г.

## Международни операции
По-голямата част от заводите на Foxconn се намират в Източна Азия, а други – в Бразилия, Индия, Европа, САЩ и Мексико.

## Основни клиенти
- Acer Inc. (Тайван)
- Amazon.com (САЩ)
- Apple Inc. (САЩ)
- BlackBerry Ltd. (Канада)
- Cisco (САЩ)
- Dell (САЩ)
- Google (САЩ)
- Hewlett-Packard (САЩ)
- Huawei (Китай)
- InFocus (САЩ)
- Intel (САЩ)
- Lenovo (Китай)
- Microsoft (САЩ)
- Motorola Mobility (САЩ)
- Nintendo (Япония)[93]
- HMD Global (бранд на Nokia) (Финландия)
- Sega (Япония)
- Sony (Япония)
- Toshiba (Япония)
- Vizio (САЩ)
- Xiaomi (Китай)

## Критика
Foxconn участва в няколко съдебни спора, касаещи жалби на сътрудници от лошо третиране. В Foxconn работят над милион служители. В Китай към 2011 г. са работили повече хора от която и да е друга частна компания 
От 2016 г. Foxconn заменя работната си сила с роботи, като роботите са заменили 50% от работната сила на Foxconn до края на 2016 г. с планове за пълна автоматизация на фабриките.

### Условия на труд
Обвинения за това, че в заводите на компанията съществуват лоши условия на труд, са повдигани нееднократно. В новините често се съобщава за ненормиран работен ден, дискриминация на китайски работници от страна на техните тайвански колеги и отсъствие на делови отношения в компанията. Все пак проверката на Apple през 2007 г. установява, че Foxconn спазва законодателството в мнозинството от случаите, но няколко обвинения са потвърдени.